# Hal Ashby
William Hal Ashby (n. 2 septembrie 1929, Ogden⁠(d), Utah, SUA – d. 27 decembrie 1988, Malibu, California, SUA) a fost un regizor de film și monteur american, asociat cu noul val cinematografic New Hollywood.
Înainte de a lucra ca regizor, Ashby a realizat montajul unor filme regizate de Norman Jewison, cele male notabile fiind Vin rușii, vin rușii! (The Russians Are Coming, the Russians Are Coming, 1966), care i-a adus lui Ashby o nominalizare la Premiul Oscar pentru  cel mai bun montaj și În arșița nopții (In the Heat of the Night, 1967), care i-a adus singurul său Oscar la aceeași categorie.
Ashby a avut a treia nominalizarea la Premiul Oscar, de data aceasta pentru cel mai bun regizor, pentru regia filmului Coming Home (1978).  Ashby a mai regizat filme ca The Landlord (1970), Harold and Maude (1971), Ultima misiune (1973), Shampoo (1975), Adevărata glorie (1976) și Un grădinar face carieră (1979).

## Filmografie

### Filme regizate
- 1970 Proprietarul
- 1971 Harold și Maude
- 1973 Ultima misiune  (The Last Detail)
- 1975 Șampon
- 1976 Adevărata glorie (Bound for Glory)
- 1978 Întoarcerea acasă (Coming Home)
- 1979 Un grădinar face carieră (Being There)
- 1981 Iubire second hand
- 1982 Păguboșii la Las Vegas
- 1983 Let's Spend the Night Together
- 1984 Solo Trans
- 1985 Soția jucătorului de baseball
- 1986 Fețele morții